# Morrissey
Steven Patrick Morrissey je britanski glazbenik. Postao je poznat kao tekstopisac i pjevač sastava The Smiths. Nakon razlaza ovog sastava nastavlja uspješnu samostalnu karijeru.

## Diskografija

### Studijski albumi
- Viva Hate' (1988.)
- Kill Uncle (1991.)
- Your Arsenal (1992.)
- Vauxhall and I (1994.)
- Southpaw Grammar (1995.)
- Maladjusted (1997.)
- You Are the Quarry (2004.)
- Ringleader of the Tormentors (2006.)
- Years of Refusal (2009.)
- World Peace is None of Your Business (2014.)